# Dmitrij Szlonow
Dmitrij Wasiljewicz Szlonow (ros. Дмитрий Васильевич Шлёнов, ur. 1891 we wsi Szyłowo w guberni moskiewskiej, zm. w sierpniu 1957 w Moskwie) – funkcjonariusz radzieckich służb specjalnych i działacz partyjny, kapitan bezpieczeństwa państwowego.

## Życiorys
Do 1901 skończył dwie klasy szkoły w Bogorodsku (obecnie Nogińsk), później pracował w fabrykach m.in. w Kineszmie i później jako elektryk w Moskwie, a od 1913 jako elektromonter i tokarz kolejno w Bachmucie, Moskwie, Riewdzie w guberni permskiej i ponownie w Moskwie. W kwietniu 1917 wstąpił do SDPRR(b), a w sierpniu 1917 do Czerwonej Gwardii w Moskwie, jesienią 1917 był członkiem Komitetu Wojskowo-Rewolucyjnego rejonu lefortowskiego w Moskwie, a od marca do kwietnia 1918 żołnierzem moskiewskiego oddziału specjalnego przeznaczenia. Brał udział w walkach z Niemcami pod Orszą, w kwietniu 1918 został członkiem Moskiewskiego Komitetu Wykonawczego i członkiem Komitetu ds. Prasy Moskiewskiej Rady Miejskiej, później był komisarzem sekcji 3 Armii Frontu Wschodniego Armii Czerwonej w wojnie domowej w Rosji. W sierpniu 1918 został członkiem kolegium miejskiej Czeki w Permie, od kwietnia do października 1919 był komisarzem pułku kolejowego, później funkcjonariuszem Wydziału Specjalnego Czeki 3 Armii i szefem Zarządu Administracyjno-Organizacyjnego Wydziału Specjalnego Czeki Frontu Kaukaskiego, a od stycznia 1921 do lutego 1922 przewodniczącym Kubańsko-Czarnomorskiej Obwodowej Czeki. Następnie został szefem Sekcji Tajno-Operacyjnej GPU Turkiestańskiej ASRR i zastępcą pełnomocnego przedstawiciela OGPU na Turkiestan, od 1922 do lutego 1923 był szefem Wydziału Specjalnego Pełnomocnego Przedstawicielstwa (PP) OGPU Turkiestanu i jednocześnie od 17 października 1922 do 1923 szefem Wydziału Specjalnego GPU Frontu Turkiestańskiego (potem od lutego do października 1923 był zastępcą szefa tego wydziału) i od grudnia 1922 do września 1923 członkiem Rady Wojskowo-Rewolucyjnej obwodu fergańskiego.
Od 20 marca 1924 do 4 maja 1927 był szefem gubernialnego/okręgowego oddziału GPU w Irkucku, potem do 16 stycznia 1930 w Omsku, a od 16 stycznia do 16 sierpnia 1930 w Briańsku. Od 16 sierpnia 1930 do 28 października 1931 był szefem Zarządu Tajno-Operacyjnego i szefem Wydziału Specjalnego PP OGPU obwodu zachodniego i jednocześnie pomocnikiem szefa Wydziału Specjalnego GPU Białoruskiego Okręgu Wojskowego. Następnie został inspektorem Wydziału Kadr w centrali OGPU w Moskwie, potem pomocnikiem szefa tego wydziału i szefem Oddziału IV w tym wydziale, pełnił też obowiązki Oddziału I tego wydziału. Od marca 1933 do sierpnia 1936 pracował w Państwowej Komisji Planowania ZSRR, po czym powrócił do pracy w służbach specjalnych i od 3 sierpnia 1936 do 1 lipca 1937 był szefem Zarządu NKWD Udmurckiej ASRR, 7 września 1936 otrzymał stopień kapitana bezpieczeństwa państwowego, od 1 lipca 1937 do 27 kwietnia 1939 był ludowym komisarzem spraw wewnętrznych Udmurckiej ASRR, jednocześnie od sierpnia 1938 do 11 stycznia 1939 był I sekretarzem Udmurckiego Komitetu Obwodowego WKP(b). Później kierował budową fabryki im. Wołodarskiego i był zastępcą zarządu trustu budowlano-montażowego Ludowego Komisariatu Budownictwa ZSRR w Uljanowsku, a od stycznia 1942 do kwietnia 1943 był zastępcą przewodniczącego Komitetu Wykonawczego Uljanowskiej Rady Miejskiej. Był deputowanym do Rady Najwyższej RFSRR.

## Odznaczenia
- Odznaka "Honorowy Funkcjonariusz Czeki/GPU (V)" (1924)
- Odznaka "Honorowy Funkcjonariusz Czeki/GPU (XV)" (1932)
- Medal jubileuszowy „XX lat Robotniczo-Chłopskiej Armii Czerwonej” (22 lutego 1938)

I medal.